# Antirhea myrtoides
Antirhea myrtoides är en måreväxtart som först beskrevs av Ferdinand von Mueller, och fick sitt nu gällande namn av Frederick Manson Bailey. Antirhea myrtoides ingår i släktet Antirhea och familjen måreväxter.
Artens utbredningsområde är Queensland. Inga underarter finns listade i Catalogue of Life.